# Révfalu (Baranya)
Révfalu (horvátul Drvljanci) lényegében kihalt település Baranya vármegyében, a Dráva mellett; ma Drávakeresztúr része. Teljes (egykori) lakott területe a Dráva gátján belül helyezkedik el, és nagyrészt a Duna–Dráva Nemzeti Parkhoz tartozik. Szilárd burkolatú bekötőút nem vezet hozzá, de az EuroVelo nemzetközi kerékpárút-hálózat 13. számú, „Vasfüggöny” útvonalának horvát-magyar határ menti 3. számú szakasza érinti a falut.

## Története
A település soha nem volt nagy. Többségében horvátok lakták. Neve arra utal, hogy hajdan itt kompátkelés volt a Dráván. Írott források a faluról csak az 1711-es szatmári béke utáni időszakból vannak, de az biztos, hogy már a török hódoltság előtt lakott volt. A XVIII. század első felében a Rindsmaul családot említik birtokosként, a század második feléből pedig a Petrovszky családot. Későbbi ismert birtokosa az Udvari Kamara, majd a Draskovich család.
Az 1950-es megyerendezés során az addig Somogy vármegye Szigetvári járásában lévő települést Baranyához csatolták. Néhány hónappal később, a járásrendezéskor az újonnan létrejött Sellyei járásba, majd ennek megszüntetésekor, 1963-ban a Siklósi járásba került.
A falut a Rákosi-korszakban a vasfüggöny gyakorlatilag elzárta a külvilágtól. Ebből adódó elszigeteltsége, perifériális helyzete pusztulásra ítélte, s lakóinak többsége fokozatosan elvándorolt. 1941-ben még 316, 1960-ban 256 állandó lakója volt. Révfaluhoz tartozott az Ormánság legnagyobb cigánytelepe, az egykori Dráva-kanyarulatban lévő Zokoga (horvátul Okuka, hivatalosan: „Újtelep”), ahol roma muzsikusok éltek a családjukkal. Ezt a telepet az 1950-es években lezajlott két sikertelen szanálási kísérlet után végül a 60-as évek közepén számolták fel: lakóit a környékbeli falvak megüresedett házaiba költöztették, a putrikat lerombolták, helyüket felszántották.
Révfalu a határsáv megszűnése óta egyre inkább üdülőfaluvá válik, mely nyaranta kedvelt helye a kirándulóknak és a pihenni vágyó városi (főleg pécsi) művészeknek. Vonzerejét elzártsága, szinte háborítatlan természeti környezete és helyi hagyományokat őrző építészeti emlékei adják.
A 2013-as vidékfejlesztési tervekben szerepelt a 67-es főút Horvátországig történő meghosszabbítása és az út déli végén, a falu és Drávasztára között egy Dráva-híd építése. Az akkori célkitűzés szerint a híd 2018-ig készült volna el. Az újabb tervek szerint azonban több más, Baranya vármegyében tervezett közútfejlesztési és építési beruházással együtt ennek elkészülte is csak 2020 utánra várható.

## Természeti értékei

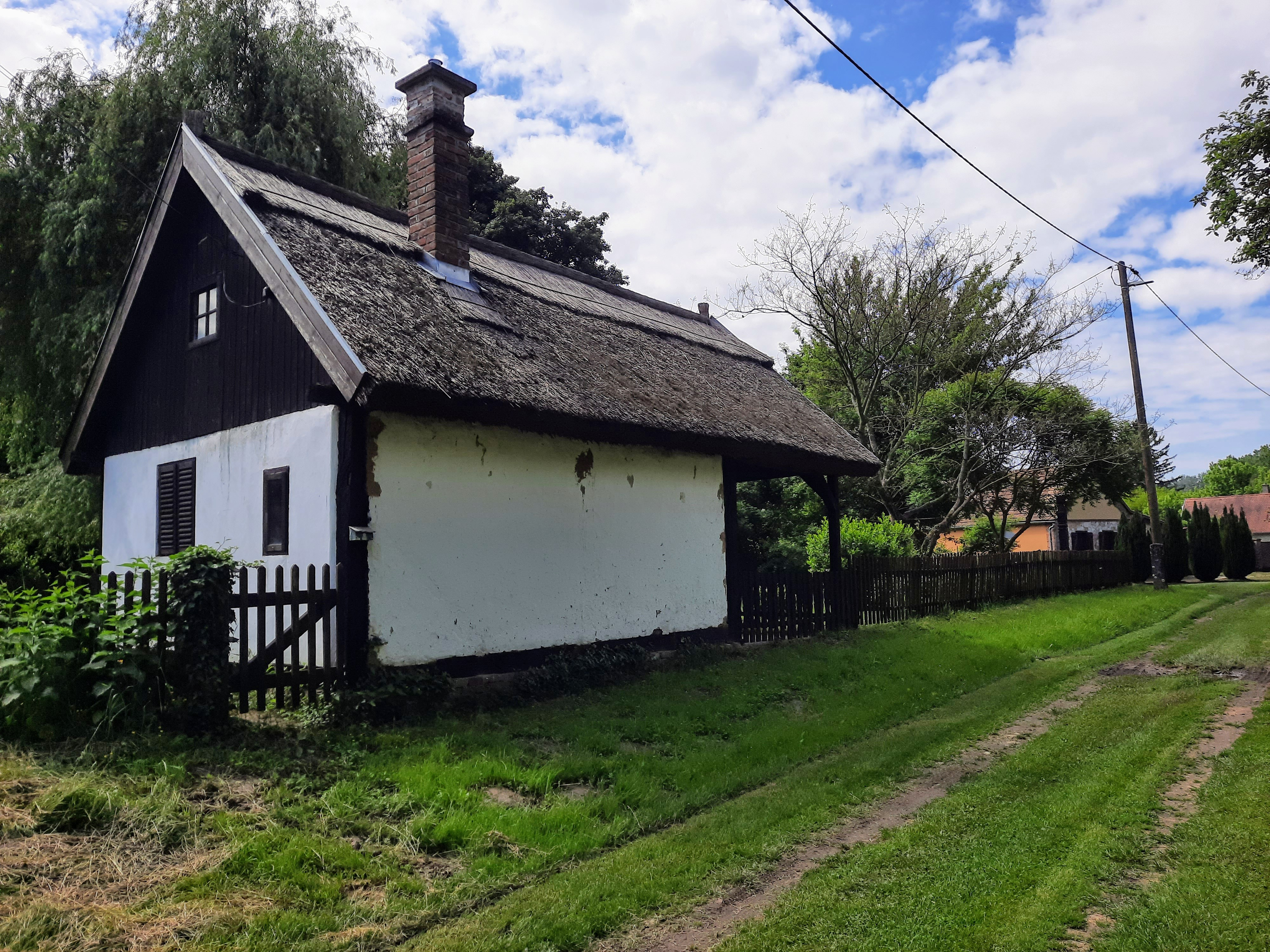
felújított ház

Területe a Duna–Dráva Nemzeti Park része, a Dráva vadregényes ártere, melyet gazdag flóra, fauna és vízivilág tesz különlegessé.

## Média
1985-ben Rockenbauer Pál és Gyenes Károly dokumentum-riportfilmet forgatott a kihalóban lévő településről, Kilenc ember faluja címmel. Azóta (2021) már csak 4 állandó lakosa van.

## Külső hivatkozások
- Révfalui horvát búcsú https://hu.wikipedia.org/w/index.php?title=R%C3%A9vfalu_(Baranya_megye)&action=edit&section=4
- Harangszó https://www.youtube.com/watch?v=e7A7gHxiH0c